# Džema el-Fna
Džema el-Fna (arabsko ساحة جامع الفناء, Trg Džema el-Fna) je trg in tržnica v medini (staro mesto) Marakeša, ki jo še vedno uporabljajo domačini in je hkrati velika turistična zanimivost.

## Ime
Izvor imena trga je nejasen. Beseda džama v arabščini pomeni kongregacija ali mošeja in se verjetno nanaša na uničeno mošejo, ki je stala na tem mestu. Beseda fnaʼ ali fanâʼ lahko pomeni smrt/izumrtje ali dvorišče, prostor pred stavbo. Beseda finâʼ v arabščini običajno pomeni 'odprt prostor'. Pravi prevod imena trga bi torej lahko bil območje zbiranja/kongregacije. Druga pomena bi lahko bila zborovanje smrti ali mošeja na koncu sveta. Druga razlaga je, da se nanaša na mošejo z značilnim dvoriščem ali trgom pred njo. Tretji mogoč prevod je zbor mrtvih in se nanaša na javne usmrtitve na trgu okoli leta 1050.
Posebna razlaga, ki so jo podprli sodobni zgodovinarji, izhaja iz zgodovinskih poročil, da je močni saadijski sultan Ahmed al-Mansur (vladal 1578–1603) začel sredi trga graditi monumentalno petkovo mošejo. Zaradi upada gospodarske moči sultanata, verjetno zaradi izbruha kuge, je bil sultan prisiljen opustiti začeta dela. Mošeja je tako ostala nedokončana in propadla. Obris obzidja nedokončane mošeje je bil očitno viden še v 19. stoletju in je približno ustrezal sedanji lokaciji Suk dždid (Nova tržnica) severno od stojnic z živili. Po tej razlagi bi ime Džama el-Fna lahko pomenilo kraj porušene mošeje.
Ime Džama el-Fna se je v zgodovinskih zapisih prvič pojavilo v kroniki zahodnoafriškega zgodovinarja Abderrahmana as-Saidija iz 17. stoletja. As-Saidi je trdil, da je bilo Džama el-Fna načrtovano ime nedokončane al-Mansurjeve mošeje in je pomenilo mošeja miru. Po opustitvi gradnje se je po ljudski ironiji ime spremenilo v džama al-fana, mošeja uničenja. Beseda fna v tem primeru pomeni stanje ugasnitve ali popolnega uničenja.

## Zgodovina
Marakeš je leta 1070 ustanovil Abu Bakr ibn Umar iz dinastije Almoravidov. Prvi glavni stavbi v mestu sta bili Kamnita trdnjava (Ksar el-Hadžar) in prva petkova mošeja, kjer  zdaj stoji mošeja Ben Jusuf. Glavna mestna tržnica (suk) se je razvila vzdolž ulice, ki je povezovala trdnjavo in mošejo.
Almoravidski emir Ali ibn Jusuf (vladal 1106-1143) je kmalu zatem ob trdnjavi zgradil svojo palačo, katere del so bila ogromna kamnita vrata. Velik javni prostor pred palačo je postal mesto javnih umrtitev, vojaških parad, praznovanj in drugih javnih dogodkov.
V obdobju Almohadov se je po letu 1147 v bližini zgradila mošeja Kutubija, ki naj bi nadomestila Jusufovo mošejo. Jakub al-Mansur je po letu 1184 južno od trga zgradil novo kraljevo citadelo (kazba). Po selitvi sta almoravidska palača in trdnjava začeli propadati.
Trg je kljub novogradnjam obdržal svojo vlogo tržnice in prostora za javne dogodke. Saadijski sultan Ahmed al-Mansur je zaleč na trgu graditi monumentalno  mošejo, vendar je gradnjo zaradi finančnih težav ustavil. Nedograjena mošeja je morda dala ime sedanjemu trgu Džema el-Fna (Mošeja v ruševinah).
24. januarja 1864 je na območju trga prišlo do močne eksplozije, ki naj bi jo povzročili malomarni uradniki, da bi se izogniii vladni inšpekciji. Požar v funduku (komercialno skladišče) je zanetil 500 kvintalov tam shranjenega smodnika. Eksplozija je poškodovala hiše in trgovine v širšem območju trga in ubila približno 300 ljudi.
Leta 1922 je maroška državna uprava sprejela prvi zakon za ohranitev trga in njegove dediščine. Leta 2001 je UNESCO vpisal trg za del svetovne kulturne dediščine.

## Trg
Čez dan na trgu prevladujejo stojnice s pomarančnim sokom, prodajalci vode s tradicionalnimi usnjenimi mehovi in medeninastimi skodelicami, mladina s priklenjenimi berberskimi opicami in krotilci kač, četudi so živali obeh vrst z zakonom zaščitene.
Zvečer se trg napolni z ljudmi in desetinami stojnic s hrano. Krotilci kač odidejo, na trg pa pridejo plesoči fantje, pripovedovalci zgodb v berberščini ali arabščini, čarovniki in prodajalci tradicionalnih zdravil. 